# Rhopalomyia oreiplana
Rhopalomyia oreiplana är en tvåvingeart som beskrevs av Jean-Jacques Kieffer och Jörgensen 1910. Rhopalomyia oreiplana ingår i släktet Rhopalomyia och familjen gallmyggor. Inga underarter finns listade i Catalogue of Life.